# Chaetomys subspinosus
Chaetomys subspinosus és una espècie de mamífer rosegador histricomorf de la família Erethizontidae pròpia de Sud-amèrica que només habita certes àrees del Brasil. És l'única espècie del gènere Chaetomys i de la subfamília Chaetomyinae.